# Takako Suzuki
Pour les articles homonymes, voir Suzuki (homonymie).
Takako Suzuki (鈴木 貴子, Suzuki Takako), née le 5 janvier 1986 est une femme politique japonaise, membre du parti libéral-démocrate (PLD), élue à la Chambre des représentants de la Diète (le parlement national). 

## Carrière politique
Takako Suzuki représente Hokkaidō au scrutin proportionnel de 2013 à 2024 et la septième circonscription de Hokkaidō depuis 2024. Elle était auparavant membre du parti démocrate du Japon et du nouveau parti Daichi. En 2013, elle était la plus jeune membre du parlement.
En 2018, elle est secrétaire d’État parlementaire à la Défense.
En 2022, elle est ministre d’État aux affaires étrangères.
En 2024, elle est directrice de la section Jeunesse du parti libéral démocrate,.

### Actions et idées politiques
En 2021, Takako Suzuki présente un projet de loi destiné à étudier l'ampleur du phénomène de l'isolement social au Japon et à combattre ce problème.
En 2022,, et en 2024, elle participe aux préparatifs de la TICAD.
Takako Suzuki considère que les personnalités politiques devraient avoir droit à des congés maladie ou des congés de maternité et pouvoir voter par procuration dans certaines circonstances.

## Vie privée

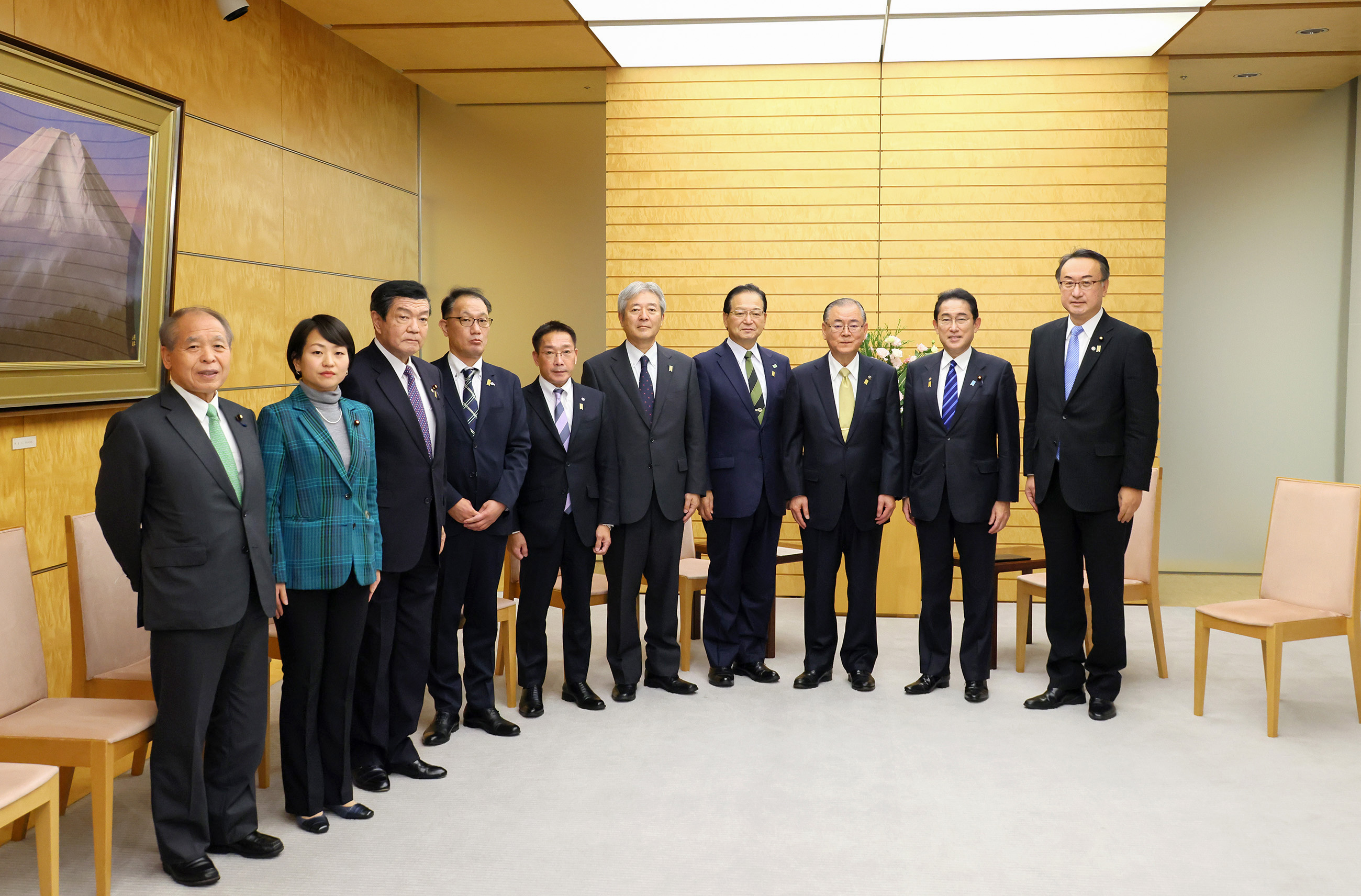
Takako Suzuki à côté de son père, Muneo Suzuki, lors d'une réunion avec le premier ministre Fumio Kishida (2e à gauche), le 2022.

Suzuki est la fille de l'homme politique de Hokkaidō, Muneo Suzuki. Elle est titulaire d'une licence en politique internationale de l'Université Trent au Canada et a travaillé comme réalisatrice de télévision à la NHK avant de se lancer en politique.
Elle est mariée à un caméraman qui fréquentait la même école primaire qu'elle. Leur enfant est né en septembre 2017. Elle a été victime de harcèlement par des gens estimant qu'elle ne pouvait être à la fois enceinte et membre du parlement.